# Jean Paul de Selve
Pour les articles homonymes, voir Selve.
Jean Paul de Selve, dit Jean Ier, décédé en 1570 à Limoges, dans l'actuelle Haute-Vienne.

## Biographie
Il est fils de Jean de Selve, président du parlement de Paris. Abbé de l'abbaye Saint-Vigor-le-Grand (actuel Calvados), puis de l'Abbaye de Turpenay (actuel Indre-et-Loire), ambassadeur à Rome de 1556 à 1558, évêque de Saint-Flour de 1567 à 1569, premier aumônier du duc d'Anjou devenu Henri III (1551-1589), roi de France de 1574 à 1589, dont il avait eu l'honneur d'être précepteur et qui l'honorait de son affection, comme le montre plusieurs lettres de ce prince que ses neveux conservent avec soin (A laissé un recueil de ses négociations qui était dans le cabinet de M. d'Aguesseau et des Lettres dans celui de M. de Gagnières)[réf. souhaitée].
Vingtième évêque de Saint-Flour de 1567 à 1569, Jean Paul de Selve fut nommé par Catherine de Médicis, alors régente, pour le récompenser, ayant été précepteur du roi, suivant les mémoires de Brisson. Pendant son épiscopat, Gaspard II de Coligny (1519-1572), amiral de France et chef protestant, à la tête des huguenots, ravagea une partie de son diocèse, pillant. les églises et massacrant les ecclésiastiques. 
Il mourut vers l'année 1570, sous le pontificat de Pie V Saint Michele Ghislieri (1504-1572), 223e pape, de 1566 à 1572 et le règne de Charles IX de France (1550-1574).